# Тикехау
Тикехау (фр. Tikehau), или атолл Крузенштерна, — атолл в архипелаге Туамоту (Французская Полинезия). В переводе с местного языка название атолла переводится как «стоянка мира». Расположен в 300 км к северо-востоку от острова Таити и в 10 км к западу от атолла Рангироа.

## География
Тикехау имеет почти форму круга с диаметром в 26 км. Ширина атолла варьирует от 300 до 1000 м. В центре расположена очень крупная лагуна, соединённая множеством проходов с океаническими водами.
В лагуне острова обитает очень большое число рыб, на многочисленных моту гнездятся морские птицы.

## История
Тикехау был открыт в 1816 году русским путешественником Отто Евстафьевичем Коцебу, который назвал его в честь другого русского путешественника Ивана Фёдоровича Крузенштерна. В 1820 остров посетила первая русская антарктическая экспедиция.

## Административное деление
Административно входит в состав коммуны Рангироа.

## Население
В 2007 году численность населения Тикехау составляла 507 человек. Главное поселение — деревня Тухерахера. Большинство жителей исповедуют христианство.

## Экономика
Основное занятие местных жителей — производство копры, рыболовство. В последние годы популярность приобретает туризм.